# La Poupée aux millions
Pour plus de détails, voir Fiche technique et Distribution.
La Poupée aux millions (Кукла с миллионами, Kukla s millionami) est un film soviétique réalisé par Sergueï Komarov, sorti en 1928,.

## Fiche technique
- Photographie : Evgeni Alekseïev, Konstantin Kuznetsov
- Décors : Sergeï Kozlovskiï, Aleksandr Rodtchenko